# Meerssen
Meerssen é um município dos Países Baixos, situado na província de Limburgo. Tem 27,70 km² de área e sua população em 2020 foi estimada em 18.759 habitantes.